# مديرية دهر

تعديل مصدري - تعديل

مديرية دهر هي إحدى مديريات محافظة شبوة في اليمن. بلغ عدد سكانها 9927 نسمة عام 2004.